# Dermaleipa luteimacula
Dermaleipa luteimacula là một loài bướm đêm trong họ Erebidae.